# François de Corneillan-Mondenard
François de Corneillan-Mondenard (mort en 1646) est un ecclésiastique qui fut évêque désigné de Rodez en 1645-1646.

## Biographie
François de Corneillan-Mondenard est le fils de Jean de Corneillan, gouverneur de Rodez en 1582, chevalier de l'Ordre de Saint-Michel en 1599 et commandant des provinces du Rouergue et du Quercy, et de son épouse Hélène, fille et héritière d'Antoine seigneur de Mondenard. Il est donc le cousin germain de l'évêque de Rodez Bernardin de Corneillan. Ce dernier obtient du roi Louis XIII de France le privilège de le désigner comme coadjuteur en 1642. Bernardin teste le 8 mai 1645 en faveur de son neveu Antoine-Renaud de Corneillan et meurt en septembre 1645. 
François de Corneillan-Mondenard accède donc à l'épiscopat mais il décède lui aussi dans les premiers mois de 1646, sans avoir été confirmé ni donc consacré, de ce fait il est souvent omis des listes d'évêques de Rodez.